# David & Josip Martino
David & Josip Martino su hrvatski glazbenici i tekstopisci. Mnoge pjesme su posvećene Hrvatskoj i rodnom kraju.

## Životopis
Josip je rođen u Austriji a mlađi brat David u Hercegovini. Djetinstvo su proveli u Austriji, gdje su i pohađali glazbene škole, gdje je Josip učio svirati Klavir i kasnije se prebacio na Keyboard a David je počeo s pet godina svirati harminiku.
Prvu pjesmu "Iz Mostara Grada" Josip izdaje s 22 godine. 2018. godine braća Martino izdaju prvu zajedničku pjesmu "Sve za Hrvatsku" za Svjetsko prvenstvo u nogometu - Rusija 2018. Uoči finala svjetskog prvenstva su izdali novu pjesmu "Prvak si svijeta".
2019. godine izdaju novi single "IN SPE VIVO-VUKOVAR" u sjećanje na pad hrvatskog grada Vukovara.

## Diskografija
- 2016. - Iz Mostara Grada
- 2018. - Sve za Hrvatsku
- 2018. - Prvak si svijeta
- 2019. - In spe vivo (Vukovar)

## Vanjske poveznice
- YouTube
- Tomislav City
- Hercegovina.in
- Radio Sarajevo
- Croatia Week
- jabuka.tv